# Матади
Матади (фр. Ville de Matadi) је лучки град у Демократској Републици Конго и главни град провинције Доњи Конго. То је најважнија лука у земљи. 
По подацима из 2004. град је имао 245.862 становника. 
На локалном језику киконго, Матади значи камен. 
Град Матади је основан 1886. као трговачка лука на левој обали реке Конго. Налази се на пола пута од Киншасе до Атлантског океана (148 километара од ушћа Конгоа). Река Конго је пловна до 8 километара узводно од Матадија. Јужно од града је граница са Анголом. Мост преко реке Конго (Pont Matadi) отворен је 1983. Дуг је 722 метра. 
Главни извозни производи који се транспортују у луци Матади су кафа и дрво. 